# Chinesische Stadtentwicklung
Chinesische Städte haben seit der Kaiserzeit unterschiedliche Veränderungen durchlaufen. Einflüsse kamen unter anderem aus dem Westen und dem Sozialismus.

## Die traditionelle Stadt in der Kaiserzeit

Stadtplan Pekings aus dem Jahr 1902. Deutlich zu erkennen ist der rechteckige Aufbau und die nach den Himmelsrichtungen ausgerichteten Straßen. Die Kaiserstadt befindet sich in der Mitte der Stadt.

Schon im chinesischen Kaiserreich und dessen Vorgängerdynastien fanden sich charakteristische Elemente und damit wichtige Grundlagen der heutigen chinesischen Städte. Der chinesische Philosoph Konfuzius (551–479 v. Chr.) verglich die Herrscherfigur Chinas mit einem „Polarstern“, der „an einem Ort [bleibt], während sich alle Sterne um ihn drehen.“ Diese Beschreibung zeigt die grundlegende Struktur der damaligen Gesellschaft, welche im Aufbau der Städte versinnbildlicht war: Im Stadtzentrum befanden sich meistens die wichtigsten Gebäude wie der Kaiserpalast oder lokale Behörden (Yamen). Je näher ein Gebäude an diesem Zentrum lag, desto höher war in der Regel der soziale Status des Besitzers.
Auch die Himmelsrichtungen spielten in der damaligen Zeit eine Rolle, so gab es in den meisten chinesischen Kaiserstädten eine dominante Nord-Süd-Achse und nahezu alle Häuser der Stadt waren nach Süden ausgerichtet. Zusätzlich waren die Städte rechteckig aufgebaut, sowohl die Außengrenzen als auch das Straßennetz.

## Epoche der europäischen Kolonisation

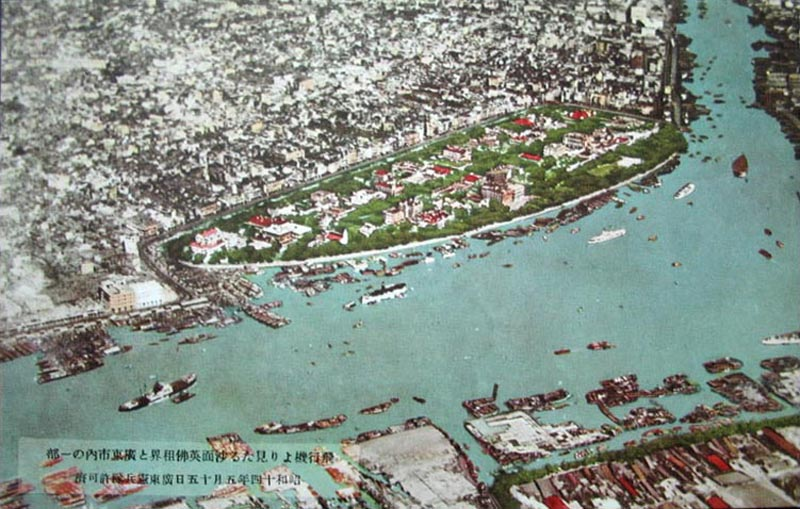
Luftbild der Insel Shamian von 1939

Ein wichtiges Kapitel in der Geschichte war die Kolonialisierung durch europäische Seemächte, was vor allem im Perlflussdelta im Südosten Chinas geschah. Während Portugal die Stadt Macau bereits 1557 eingenommen hatte, wurde Hongkong im Jahr 1842 britische Kolonie. Dadurch vergrößerte sich der Einfluss westlicher Länder auf benachbarte Küstenstädte wie Guangzhou, damals bekannt als Kanton. Anfangs waren die Siedlungen der Europäer von den chinesischen Städten abgegrenzt, ein gutes Beispiel dafür ist die Insel Shamian in Guangzhou. Orte wie dieser waren später oft Kristallisationspunkte für die Bildung der modernen chinesischen Städte, bilden also eine Grundlage für deren heutigen Aufbau.

## Stadtentwicklung während des chinesischen Sozialismus
Das Bild der chinesischen Städte veränderte sich vor allem ab der Gründung der Volksrepublik im Jahr 1949. Die traditionellen Zentren der Städte wurden von der Regierung als Relikte eines asozialen Systems gesehen und teilweise durch monotone Plattenbauten ersetzt, die gleichwertige Verhältnisse für die Bürger schaffen sollten. Eine neue Ost-West-Achse durch manche Städte ersetzte die zur Kaiserzeit dominante Nord-Süd-Ausrichtung, um ein Zeichen gegen das damalige Weltbild zu setzen. Der zentrale Platz in den Städten wurde nun häufig für Militärparaden genutzt, ein typisches Beispiel hierfür ist der 1989 durch ein Massaker bekannt gewordene Tian’anmen-Platz in Peking.

## Die moderne chinesische Stadt
Mehrere Änderungen, die bis dahin unter der sozialistischen Regierung stattgefunden hatten, lockerten sich ab etwa 1978 wieder. Diese Zeit war geprägt durch eine Reform- und Öffnungspolitik unter Deng Xiaoping und ein wichtiger Schritt für die Entwicklung der modernen Städte in China.
Die Regierung begann damit, einzelne Regionen und Städte in Marktwirtschaften umzuwandeln, um ausländische Investitionen und den Export des Landes zu steigern. Dazu wurden in ganz China mittlerweile sechs sogenannte Sonderwirtschaftszonen geschaffen, die Unternehmen und Geldgeber, unter anderem durch Steuervergünstigungen, anlocken sollten. Aber auch andere Städte, vor allem an den Küsten, wurden für den Welthandel geöffnet und bekamen zu diesem Zweck ebenfalls Begünstigungen, wenn auch weniger als die Sonderwirtschaftszonen. Es kamen viele Migranten aus dem ländlichen China in die Städte, was zuvor durch ein strenges Meldesystem (Hukou-System) verhindert worden war. Da diese aber immer noch hohe Gebühren für ihre Registrierung in der Stadt zahlen mussten, blieben Migranten als illegale Wanderarbeiter. So stieg die Anzahl der chinesischen Städte mit mehr als einer Million Einwohner von 27 auf über 50, und das nur zwischen 1997 und 2012.
In vielen modernen Millionenstädten Chinas kann man ein bestimmtes Muster erkennen: Die heute typische Stadt ist im Modell ringförmig um ein ursprüngliches Stadtzentrum aufgebaut. Um dieses herum befinden sich stark segmentierte Gewerbe- und Wohneinheiten mit teilweise eigenen Zentren, die nach außen hin großflächiger werden. Um diese Kernstadt sind Satellitenstädte und kleinere Landstädte verteilt, dazwischen viele landwirtschaftliche Flächen. Dieser Aufbau stammt aus der Zeit der Reform- und Öffnungspolitik in China und ist deshalb primär in den nach außen geöffneten Städten zu finden. Diese mussten durch die vielen Zuwanderer ihre tradierten Stadtstrukturen aufbrechen und neue Wohnmöglichkeiten und Industriestandorte schaffen.

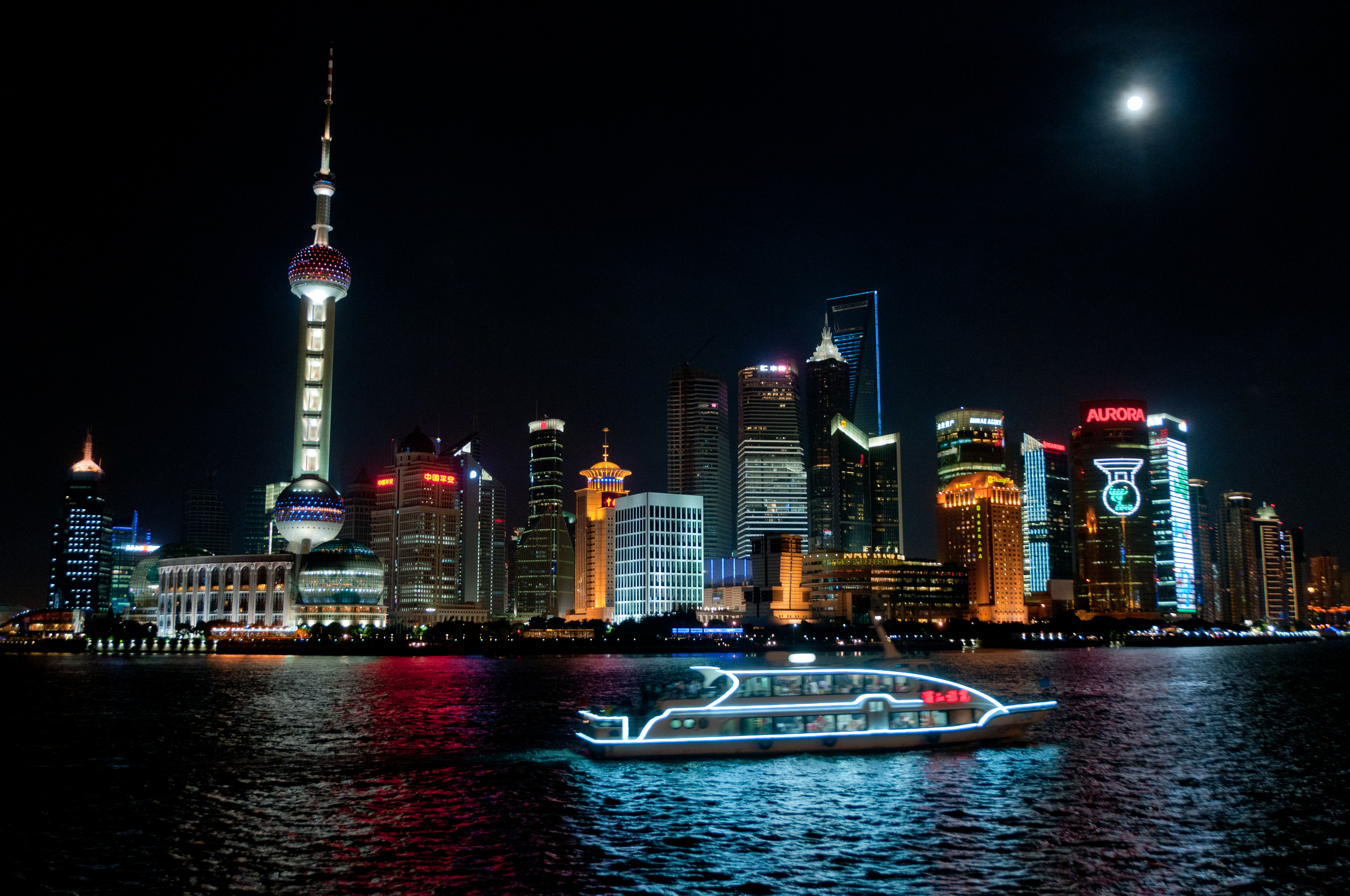
Der Stadtteil Pudong in Shanghai bei nächtlicher Beleuchtung.

In den für den Welthandel geöffneten Städten wurde außerdem das Stadtbild diverser und passte sich den neuen Bedingungen an. Gebäude im internationalen Architekturstil, große Wolkenkratzer mit modernen Glasfassaden und imposante Prestigebauten mit aufwendiger nächtlicher Beleuchtung entstanden. Außerdem wurden historische Altstädte wieder restauriert, um Touristen, vor allem aus dem Westen, anzulocken.
So ähneln die chinesischen Städte heute zwar einerseits den typisch westlichen Metropolen, andererseits wurden die Städte wieder vielseitiger mit eigener Charakteristik und unterscheiden sich prägnant von den durch Planwirtschaft geprägten Regionen des Landes.